# Ludwig von Hoffmann
Johann Ludwig Wilhelm Hoffmann, seit 1830 von Hoffmann, (* 1. Dezember 1796 in Imken bei Tapiau; † 6. Februar 1878 in Potsdam) war ein preußischer Generalmajor.

## Leben

### Familie
Seine Eltern waren der Oberförster in Imken Karl Ludwig Hoffmann und dessen Ehefrau Wilhelmine Margarete, geborene Kuhn.

### Militärkarriere
Hoffmann ging in Wehlau zur Schule, bevor er am 10. April 1813 als Freiwilliger Jäger in das 3. Ostpreußische Landwehr-Infanterie-Regiment der Preußischen Armee eintrat. Dort wurde er am 20. August 1813 Sekondeleutnant. Während der Befreiungskriege kämpfte Hoffmann in den Schlachten bei Großbeeren, Dennewitz und Leipzig. Er nahm am Übergang bei Wartenburg teil und kämpfte in den Gefechten bei Neuhof, Jüterbog, Delfzyl, Maubeuge und der Belagerung von Gorckum. Für Leipzig wurde Hoffmann mit dem Eisernen Kreuz II. Klasse und für Maubeuge mit dem Russischen Orden des Heiligen Wladimir IV. Klasse mit Schleife ausgezeichnet.
Nach dem Krieg kam er am 20. Februar 1816 in das Königsberger Garde-Landwehr-Bataillon und am 18. Januar 1818 als Premierleutnant in das Magdeburgische Garde-Landwehr-Bataillon. Daran schloss sich ab 30. März 1826 eine Verwendung im Garde-Reserve-Infanterie-Landwehrregiment an. Dort wurde er am 13. Juni 1827 Hauptmann und Kompaniechef. Für seine Verdienste wurde Hoffmann am 28. August 1830 durch König Friedrich Wilhelm III. in den erblichen preußischen Adelsstand erhoben. Am 15. April 1831 wurde er Major und als solcher am 26. März 1841 zum 2. Kommandeur des III. Bataillons im 1. Garde-Landwehr-Regiment ernannt. Am 22. März 1843 folgte seine Versetzung nach Königsberg als Kommandeur des I. Bataillons im 3. Infanterie-Regiment. Ab 1845 kommandierte er das Füsilier-Bataillon. Vom 2. Januar bis zum 3. Dezember 1849 war Hoffmann Kommandeur des 8. Infanterie-Regiments und wurde zwischenzeitlich am 8. Mai 1849 Oberstleutnant. Anschließend ernannte man ihn zum Kommandeur des 3. Infanterie-Regiments und beförderte Hoffmann in dieser Eigenschaft am 18. Januar 1854 zum Oberst. Bereits am 8. August 1854 erhielt er seinen Abschied mit dem Charakter als Generalmajor und der gesetzlichen Pension. Am 18. Oktober 1861 erhielt Hoffmann durch König Wilhelm I. den Roten Adlerorden III. Klasse mit Schleife. Er starb am 6. Februar 1878 in Potsdam.
In seiner Beurteilung durch den Oberst von Fuchs aus dem Jahr 1847 heißt es: „Ist ein Vorbild seiner Untergebenen, sowohl in dienstlicher als außerdienstlicher Hinsicht, führt sein Bataillon mit Umsicht und Eifer, wobei ihm persönliche Gewandtheit zu Hilfe kommt.“

### Familie
Er heiratete am 15. April 1832 in Potsdam Marie Auguste Wilhelmine Keller (* 30. Januar 1814; † 28. Februar 1899). Sie war eine Tochter des Geheimen Sekretärs und Kalkulators Keller. 